# Улица Сажина (Киев)
У́лица Са́жина (укр. ву́лиця Са́жина) — улица в Подольском районе города Киева, местности Кинь-Грусть, посёлок Шевченко. Пролегает от улицы Сошенко до Ростовской улицы.
Примыкает Пуща-Водицкий переулок.

## История
Возникла в середине XX века под названием 893-я Новая улица, с 1953 года — Батайская улица. Современное название в честь русского художника и графика Михаила Сажина — с 1962 года.